# 나카다이 타츠야
나카다이 타츠야(仲代 達矢 나카다이 다쓰야[*], 1932년 12월 13일 ~ )는 일본의 배우이다. 도쿄도 출신이며, 본명은 나카다이 모토히사(仲代 元久)이다.

## 주요 출연작

### 영화
- 1954년 《7인의 사무라이》
- 1961년 《요짐보》
- 1962년 《쓰바키 산주로》
- 1963년 《천국과 지옥》
- 1967년 《일본의 가장 긴 하루》
- 1968년 《연합 함대 사령장관 야마모토 이소로쿠》
- 1969년 《지옥변》
- 1974년 《화려한 일족》
- 1976년 《불모지대》
- 1980년 《카게무샤》
- 1985년 《란》
- 1993년 《아들을 데리고 다니는 늑대 소노치이사키테니》
- 2003년 《아수라처럼》
- 2005년 《남자들의 야마토》
- 2006년 《이누가미 일족》
- 2010년 《자토이치 더 라스트》

### 드라마
- 1977년 《모래 그릇》
- 2004년 《세상의 중심에서 사랑을 외치다》
- 2007년 《풍림화산》 - 다케다 노부토라 역